# Jan Krejčí (Schachspieler)
Jan Krejčí (* 27. September 1992) ist ein tschechischer Schachspieler.
Krejčí spielte viermal für die tschechische Nationalmannschaft beim Mitropapokal, dabei erhielt er 2009 und 2013 eine individuelle Goldmedaille für sein Ergebnis von jeweils 6,5 Punkten in 9 Partien am vierten Brett. Er siegte oder belegte vordere Plätze in mehreren Turnieren: 1. Platz bei der tschechischen U10-Meisterschaft (2002), 1. Platz bei der U14-Meisterschaft der Europäischen Union (2005), 1. Platz bei der tschechischen U16-Meisterschaft (2007), 2. Platz bei der tschechischen U16-Meisterschaft (2008), 2. Platz bei der tschechischen U18-Meisterschaft (2008), 1. Platz beim Duras-IM-Turnier in Brünn (2008), 1. Platz beim Jihlavanka-Pokal-Turnier in Olmütz (2008), 2. Platz beim GM-Turnier in Marienbad (mit IM-Norm 2009) und 1. Platz bei der tschechischen U18-Meisterschaft (2009).
Krejčí wurde Großmeister im Jahr 2011; die erste Norm erzielte er beim Mitropapokal 2009 in Rogaška Slatina, die zweite Norm erhielt er in der tschechischen Extraliga 2010/11 und die dritte Norm erfüllte er bei der Einzelmeisterschaft Tschechiens 2011 in Pardubice. In der tschechischen Extraliga spielte Krejčí von 2010 bis 2015 für den TJ Tatran Litovel, für den er bereits in der Saison 2007/08 spielte. In der Saison 2009/10 kam er am Spitzenbrett des ŠK Duras BVK – Královo Pole zum Einsatz, von der Saison 2015/16 bis zur Saison 2017/18 spielte er für die erste Mannschaft des ŠK JOLY Lysá nad Labem. Seit 2018 spielt Krejčí für den 1. Novoborský ŠK. In der österreichischen Bundesliga spielte er in der Saison 2012/13 für den SK Zwettl, in der polnischen Ekstraliga spielte er 2010 für AZS WSB Wrocław. In der slowakischen Extraliga spielte Krejčí in der Saison 2009/10 für den ŠK Dunajská Streda, in den Saisons 2012/13 und 2015/16 für den ŠK Modra und in der Saison 2017/18 für den ŠK Prakovce.